# Albert Sahlin

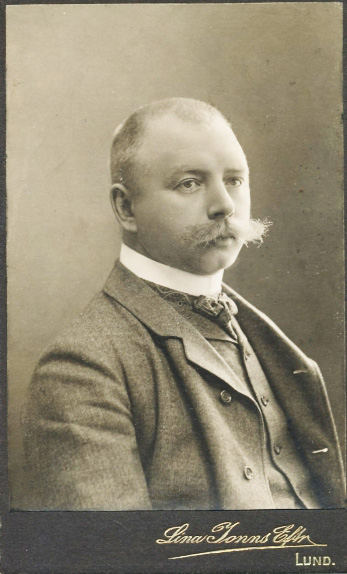
Albert Sahlin runt 1900

Johan Albert Sahlin, född den 7 september 1868 i Vollsjö, död den 17 maj 1936 i Eslöv, var en svensk fabrikör, samlare och kommunalpolitiker i Eslöv.

## Biografi
Albert Sahlin var son till färgeriägaren Carl Petter Sahlin (död 1902) och Maria Sahlin. Han kom med föräldrarna till Eslöv 1879. Han var bror till Carl Sahlin och Ester Sahlin. I ungdomen umgicks Albert mycket med sin jämngamle kamrat, sedermera poet och journalist, Emil Kléen, med vilken Sahlin utvecklade ett intensivt intresse för poesi och litteratur. Under studietiden i Lund var Sahlin engagerad i den radikala studentkamratkretsen Tuakotteriet. 
Redan tidigt var Sahlin omnämnd som en av Sveriges mest kända efemeridofiler, tidningssamlare, och ägde en av Sveriges största samlingar av internationella och historiska tidningar och tidskrifter. Han blev således Sveriges ombud vid pressens internationella utställning i Bryssel 1893.
Efter studierna i Lund återkom Sahlin till Eslöv som medarbetare i faderns firma. År 1898 tog han över dess filial i Malmö men återvände redan året därpå till Eslöv där han öppnade en egen affär för barnkonfektion. 
Mellan 1897 och 1910 var Sahlin ledamot i kommunalfullmäktige i Eslöv och mellan den 1 januari och den 12 december 1911 var han stadsfullmäktiges vice ordförande, därefter ordförande 1911–1914 och 1916–1928. Sahlin var också ordförande i den högre samskolans, museets, folkskolans, föreläsningsföreningens och läsestugans styrelser. Sahlin var också verksam inom aktiebolaget Åkermans gjuteri och mekaniska verkstad samt aktiebolaget Armerad betong, Malmö.
Albert Sahlin gifte sig med Johan Rencks dotter Elisabeth och var arvtagare till det som senare blev Eslövs största konfektionsindustri. Paret fick sönerna Bo (död 1949; ursprungligen läkare, övertog erfter faderns död familjeföretaget) och Stig Sahlin (diplomat).
Makarna Sahlin är begravda på Eslövs kyrkogård.

## Utmärkelser, ledamotskap och priser
- Ledamot av Vetenskapssocieteten i Lund (LVSL)[3]